# Daal (Zutendaal)
Daal is een gehucht dat behoort tot de gemeente Zutendaal in de Belgische provincie Limburg.
Deze plaats bevindt zich aan de invalsweg die de N730 vanuit zuidwestelijke richting verbindt met het centrum van Zutendaal. 
Daal dankt zijn naam aan de ligging in een lagergelegen gebied dat uitgesneden werd door de Zutendaalbeek.
Het industriegebied rond de haven van Genk ligt een kilometer ten westen en zuidwesten van Daal.
Gehuchten: Bessemer · Broek · Daal · Gewaai · Papendaal · Roelen · Stalken · Wiemesmeer

Belgische gemeenten · Arrondissement Tongeren · Limburg · Vlaanderen